# Kandy

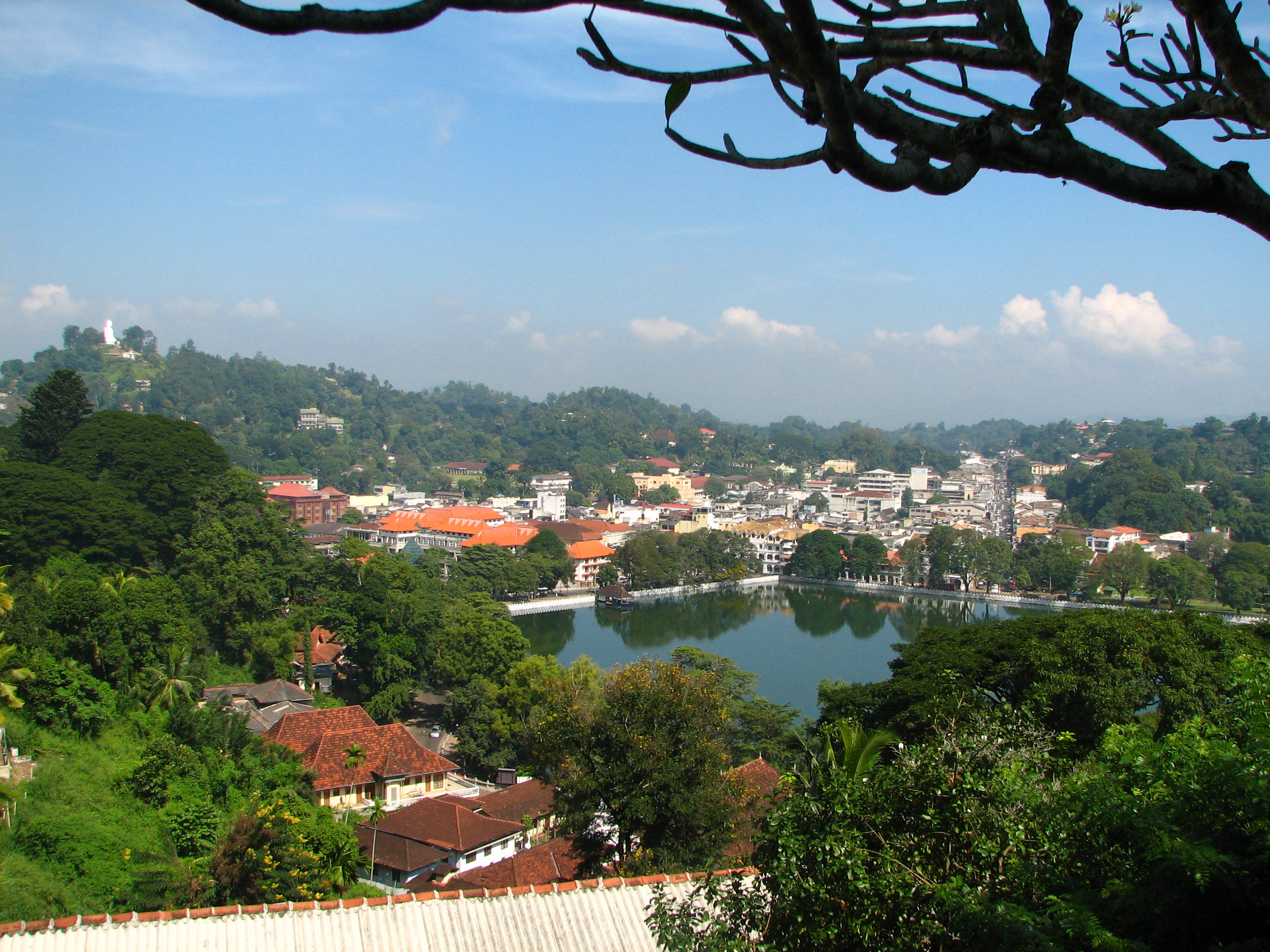
Kandy.

Kandy är en stad på centrala Sri Lanka. Kandy kallas ofta för Nuwara, vilket betyder "staden" eller Senkadagalapura. Formellt heter staden Senkadagala Siriwardhana Maha Nuwara. Kandy hade 98 828 invånare (2012).
Den heliga staden Kandy blev uppsatt på Unescos världsarvslista 1988.

## Historia
Kandy grundades på 1300-talet och blev huvudstad för kungariket Kandy 1592 under orostider som gjorde att många flydde intill Sri Lankas inre bergsområden bort från kustområdena som de europeiska stormakterna koloniserade. Trots att Kandy blev intaget ett flertal gånger lyckades staden vidmakthålla ett singalesiskt oberoende till dess Kandy och därmed Sri Lanka slutgiltigt föll i britternas händer 14 februari 1815. Vimala Dharma Suriya I (1591-1604) blev den förste kungen i Kandy och Sri Wickrama Rajasinghe (1798-1815) blev den siste. Kandy förblev ett religiöst centrum för buddhismen och en helig stad för miljontals troende.

## Geografi och klimat
Staden Kandy är huvudort för centralprovinsen, som består av distrikten Kandy, Matale och Nuwara Eliya, och ligger på ett avstånd från huvudstaden Colombo av cirka 12 mil. 
Kandy ligger cirka 500 meters höjd över havet runt en artificiell sjö som anlades av Sri Wickrama Rajasinghe mellan 1803 och 1807. 
Uppmätta normala temperaturer och -nederbörd i Kandy:
|                                            | Jan  | Feb  | Mar  | Apr   | Maj   | Jun   | Jul   | Aug   | Sep   | Okt   | Nov   | Dec   |
| ------------------------------------------ | ---- | ---- | ---- | ----- | ----- | ----- | ----- | ----- | ----- | ----- | ----- | ----- |
| Normaldygnets maximitemperaturs medelvärde | 28,3 | 29,9 | 31,4 | 31,1  | 29,8  | 28,2  | 27,8  | 28,0  | 28,3  | 28,6  | 28,4  | 27,8  |
| Normaldygnets minimitemperaturs medelvärde | 18,4 | 18,5 | 19,7 | 21,1  | 21,5  | 21,4  | 21,1  | 20,8  | 20,2  | 20,2  | 20,0  | 19,5  |
|                                            |      |      |      |       |       |       |       |       |       |       |       |       |
| Nederbörd                                  | 79,4 | 74,2 | 71,9 | 187,7 | 144,0 | 131,9 | 128,1 | 112,8 | 155,2 | 263,7 | 295,6 | 195,7 |

| Diagram | temperaturer i °C • månadsnederbörd i mm • Källa: WMO | temperaturer i °C • månadsnederbörd i mm • Källa: WMO | temperaturer i °C • månadsnederbörd i mm • Källa: WMO | temperaturer i °C • månadsnederbörd i mm • Källa: WMO | temperaturer i °C • månadsnederbörd i mm • Källa: WMO | temperaturer i °C • månadsnederbörd i mm • Källa: WMO | temperaturer i °C • månadsnederbörd i mm • Källa: WMO | temperaturer i °C • månadsnederbörd i mm • Källa: WMO | temperaturer i °C • månadsnederbörd i mm • Källa: WMO | temperaturer i °C • månadsnederbörd i mm • Källa: WMO | temperaturer i °C • månadsnederbörd i mm • Källa: WMO | temperaturer i °C • månadsnederbörd i mm • Källa: WMO |
|         | 79 28 18                                              | 74 30 19                                              | 72 31 20                                              | 188 31 21                                             | 144 30 22                                             | 132 28 21                                             | 128 28 21                                             | 113 28 21                                             | 155 28 20                                             | 264 29 20                                             | 296 28 20                                             | 196 28 20                                             |

## Sevärdheter

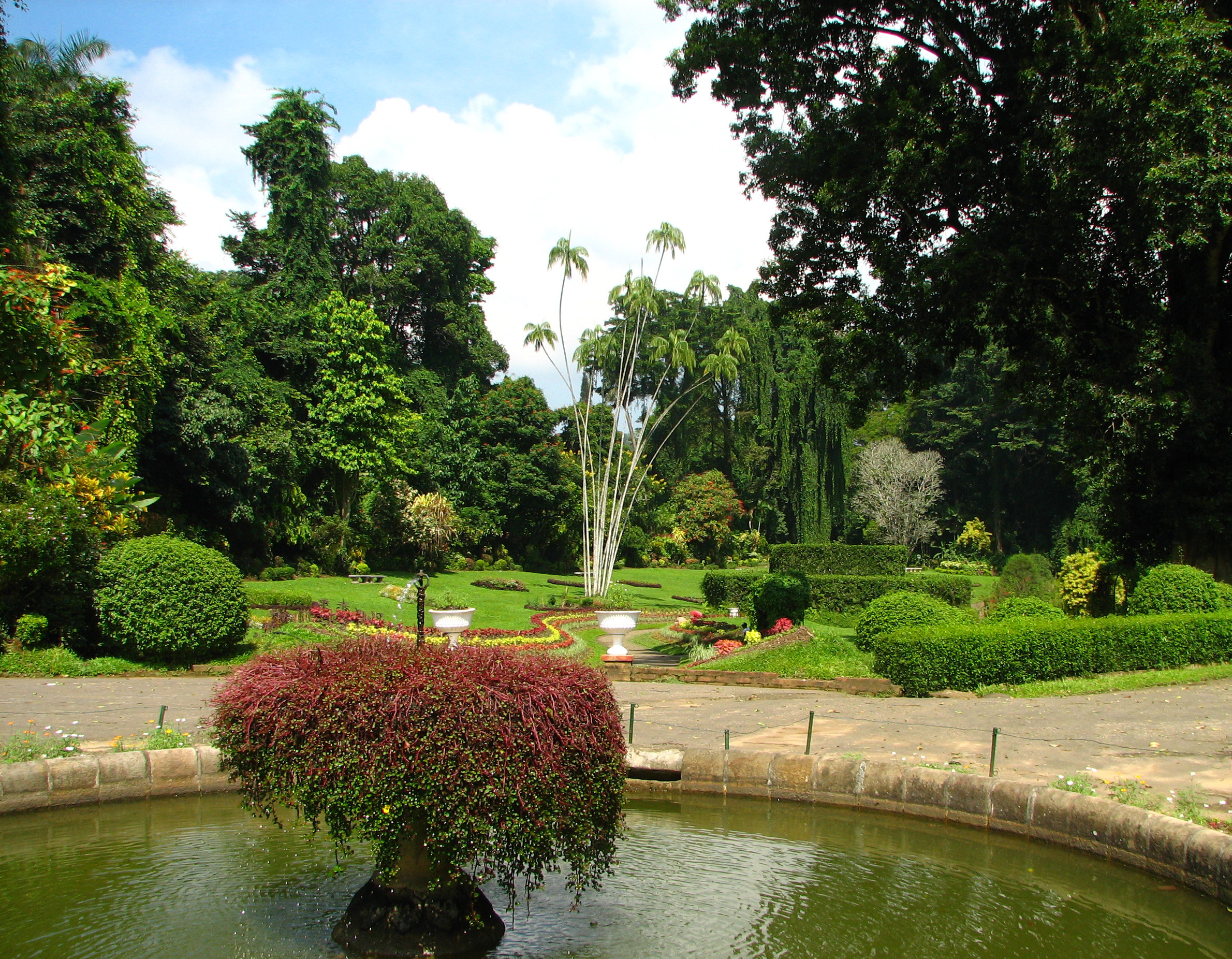
Peradeniya

- Sri Dalada Maligawa – Tandtemplet - stadens mest kända byggnad som är byggt omkring vad som av buddhister tros vara en av Buddhas tänder.

Huvudartikel:  Sri Dalada Maligawa 
- Det kungliga palatset (där egentligen Sri Dalada Maligawa utgör en del) som är resterna efter Sri Lankas sista kungliga palats. Byggnaderna rymmer bland annat Kandys nationalmuseum.
- Den kungliga botaniska trädgården Peradeniya ligger fem kilometer utanför stadskärnan

## Utbildning
I staden finns också Peradeniya-universitetet och Trinity College, som anses vara en av landets bästa högskolor. 